# GEO600

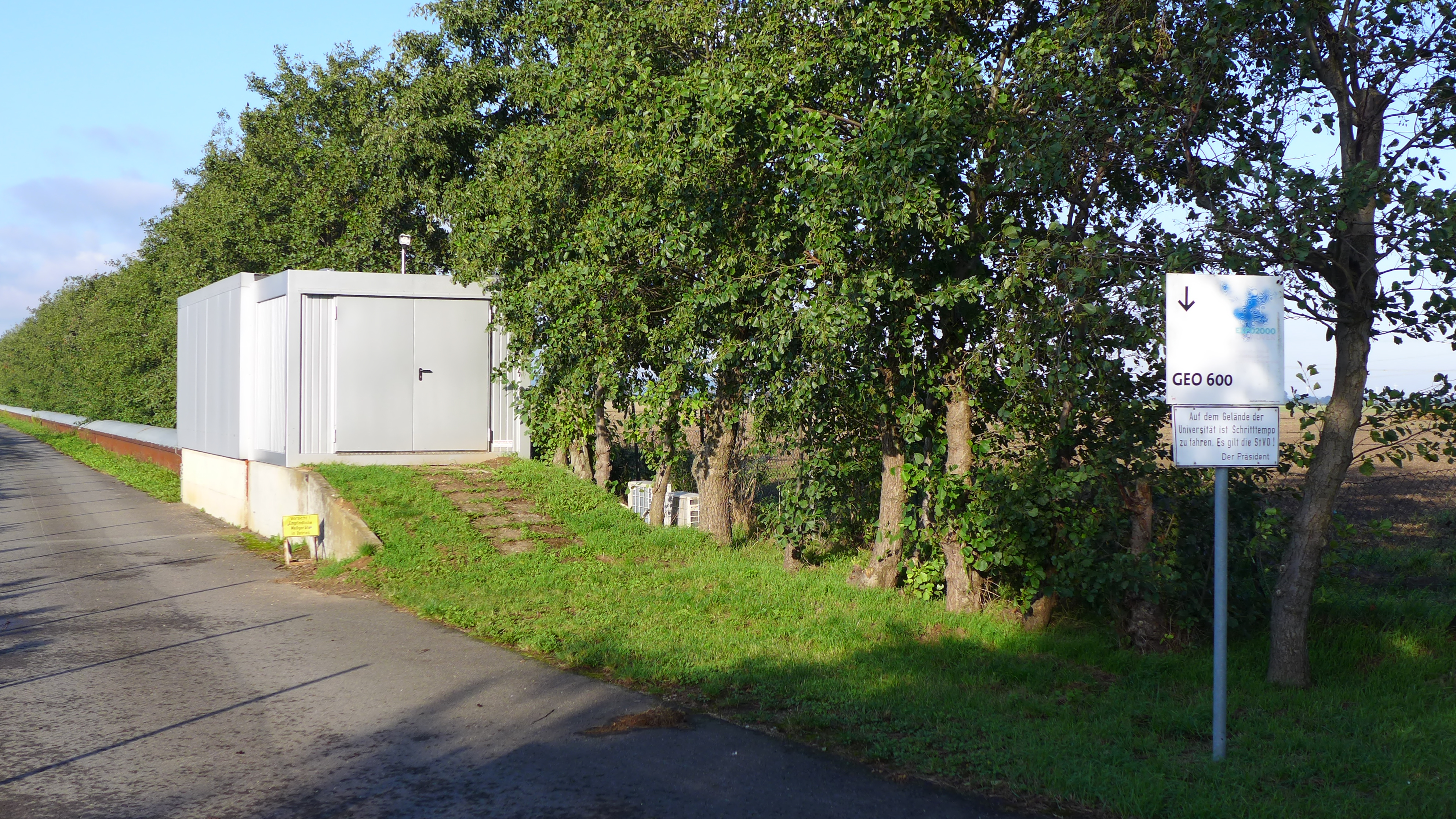
GEO600 - östra arm

GEO600 är en gravitationsvågsdetektor i närheten av Sarstedt, Tyskland. Den är särskilt konstruerad för att detektera gravitationsvågor och kan detektera variationer i longitudinella vågor omkring skalan för atomer.

## Samarbete med LIGO
I november 2005 tillkännagavs att LIGO och GEO-instrumenten hade påbörjat ett "samarbete". 

## Teoretisk koppling mellan GEO600-brus och holografiska egenskaper hos rumtiden
Den 15 januari 2009 rapporterade New Scientist att GEO detekterat ett oidentifierat brus. Detta brus skulle kunna bero på att instrumentet är känsligt för extremt små kvantfluktuationer av rumtiden vilket påverkar delar av detektorn. Påståendet gjordes av Craig Hogan, en vetenskapsman från Fermilab, på grundval av sin egen teori om hur sådana svängningar på grund av den holografiska principen.